# دور العمر (مسلسل)
هو مسلسل لبناني تم عرضه في 2021 يتكون من 10 حلقات كل حلقة 40دقيقة

## قصة المسلسل
وتدور أحداث المسلسل في جو من الإثارة والتشويق، عبر استعراض حالات نفسية يعيشها أبطال العمل تجري بين الحقيقة والتمثيل. والمسلسل المكوّن من عشر حلقات يستعرض قصة الحب التي تجمع بين شمس وفارس في بحثهما عن العدالة المفقودة

## الممثلين
- سيرين عبدالنور [6]
- عادل كرم
- طلال الجردي
- نوال كامل
- سعيد سرحان
- فؤاد يمين
- يارا فارس
- علي الخليل
- ريموند عازار
- جان دكاش

## طاقم العمل
- سعيد الماروق. (مخرج)
- ناصر فقيه. (مؤلف)